# Grimmsberg
Grimmsberg ist ein Kurzfilm aus dem Jahr 2011, der als Mini-Mystery-Serie vermarktet wurde. Produziert wurde das Werk von Absolventen der Filmakademie Baden-Württemberg für ProSieben. Die Regie führte Martin Busker. Grimmsberg wird vom Sender als erste Miniserie, die in 3D gedreht wurde, bezeichnet.

## Handlung
Der Teenager Tom bekommt seit seinem sechzehnten Geburtstag Visionen. Er erhält eine Warnung durch seine Vertrauenslehrerin Brigitte Gala, denn er habe durch seine Geburt das Tor zu einer anderen Welt geöffnet.
Eine alte Hexe schlüpft in den Körper von Toms kleiner Schwester Tamara, um ihre jugendliche Schönheit wiederzuerlangen. Bei einer Party in Nicos Haus hypnotisiert die Hexe in Tamaras Körper die anwesenden Gäste, sodass sie bewusstlos  werden. Später kommt Tom mit Sina, um nach Tamara zu suchen. Als Tom sich flirtend mit Sina über die Musik von Lady Gaga unterhält, fällt ihm beim Stichwort „Lady Gaga“ seine Lehrerin „Lady Gala“ ein und er will seine Mission – nun mit Sina – fortsetzen.
Am Ende der siebenten Folge kommt es zu einem Kampf zwischen Tom – der erkennt, dass er zum Teil ein Werwolf (bzw. ein anders mythisches Wesen) ist (Tom hat plötzlich dunkle Kleidung an) – und der Hexe, wobei der Kampf unentschieden ausgeht. Es endet mit: „Fortsetzung folgt.“

## Stereo-Aufnahmen
Der Film wurde in 3D aufgenommen, jedoch bei ProSieben nur in 2D wiedergegeben. Erst in der Wiederholung nachts und im Internet waren bzw. sind die Folgen in 3D zu sehen. Die 3D-Wiedergabe kann im Web-Player auf den Monitor abgestimmt werden.

## Rezeption
Die Serie wurde jeweils in Blöcken von drei bis sieben Minuten zwischen den Treehouse-of-Horror-Folgen der Simpsons uraufgeführt. Das wurde vom Publikum negativ aufgenommen.

## Hintergrund

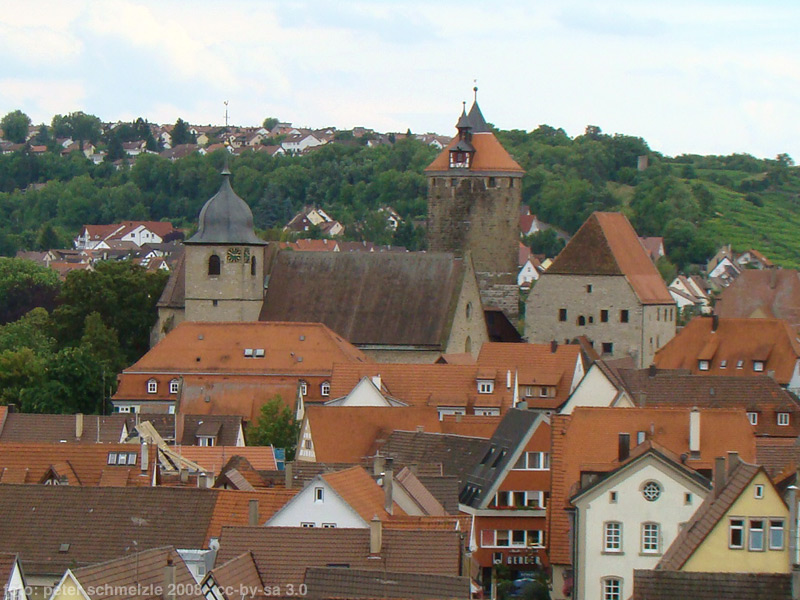
Besigheim ist die Vorlage für Grimmsberg

- Der Ton stammt von Alex Rubin, dem Boom-Operator Steffen Müller und dem Sounddesigner und Mischtonmeister Andrew Mottl, das Drehbuch schrieb Fabian Hebestreit. Die Leitung der digitalen Nachbearbeitung übernahm Bastian Schreitling.
- Die fiktive Stadt Grimmsberg wurde optisch von der Stadt der Produzentin, Besigheim, inspiriert.[5]
- Der Film wurde mit der Greenscreen-Technik erstellt.[5]